# ایوانا مونتی
ایوانا مونتی (ایتالیایی: Ivana Monti؛ زادهٔ ۲۰ فوریه ۱۹۴۷) بازیگر اهل ایتالیا است.
از فیلم‌ها یا برنامه‌های تلویزیونی که وی در آن نقش داشته‌است، می‌توان به جووانی فالکونه و افسون اشاره کرد.